# Ivan Neprjaev
Ivan Nikolaevič Neprjaev (in russo Иван Николаевич Непряев?; Jaroslavl', 4 febbraio 1982) è un hockeista su ghiaccio russo.

## Palmarès

### Mondiali
- 2 medaglie:
  - 2 bronzi (Austria 2005; Russia 2007)